# Andrena variabilis
Andrena variabilis är en biart som beskrevs av Smith 1853. Andrena variabilis ingår i släktet sandbin, och familjen grävbin. Inga underarter finns listade i Catalogue of Life.